# Lysinema
Lysinema es un género  de plantas fanerógamas perteneciente a la familia Ericaceae.  Comprende 18 especies descritas y de estas, solo 2 aceptadas.

## Taxonomía
El género  fue descrito por Robert Brown y publicado en Prodromus Florae Novae Hollandiae 552. 1810. La especie tipo no ha sido designada. 

## Especies aceptadas
A continuación se brinda un listado de las especies del género Lysinema aceptadas hasta febrero de 2014, ordenadas alfabéticamente. Para cada una se indica el nombre binomial seguido del autor, abreviado según las convenciones y usos.
- Lysinema ciliatum R.Br.
- Lysinema pentapetalum R.Br.